# Willem van den Hout
Wilhelmus Henricus Maria van den Hout, meist kurz Willem van den Hout (* 3. Juni 1915 in ’s-Hertogenbosch; † 24. Februar 1985 in Den Haag) war ein niederländischer Schriftsteller und Publizist, der unter dem Pseudonym Willy van der Heide mit einer Jugendbuchserie namens Bob Evers bekannt wurde. Als weitere Pseudonyme verwendete er Willy Waterman, William W. Waterman, Sylvia Sillevis, Victor Valstar, Victor H. Huitink, Joke Raviera, ZSA ZSA Ferguson und C.B. McInverness, M.D., Ph.D.

## Leben
Van den Hout wuchs als ältester Sohn eines Lehrers in ’s-Hertogenbosch zusammen mit seinem Bruder Joop und seiner Schwester Marie-Jose auf. Ab 1937 war er in der Abteilung für Presse- und Öffentlichkeitsarbeit der Firma Philips tätig. Nebenberuflich arbeitete er als Schriftsteller. 
Van den Hout war dreimal verheiratet. Aus seiner ersten Ehe hatte er zwei Söhne (Willem Peter und Charles Paul), aus seiner dritten Ehe eine Tochter (Sylvia) und einen Sohn (Michiel). Im Alter von 69 Jahren erlag er in seinem Wohnort Den Haag einem verschleppten Herzinfarkt.

## Werk
Sein erstes Werk erschien unter dem Pseudonym Willy Waterman und erzählte eine burleske Geschichte mit dem Titel „Amerika filmt. Een visie op Hollywood en op Hollywood's wonderlijke werkwijzen.“ (Amerika filmt. Ein Blick auf Hollywood und deren erstaunliche Arbeitsweisen.) Die Alliteration im Titel sollte zu seinem prägenden Stilmerkmal werden.
1941 wurde van den Hout Mitglied der faschistischen Zwart Front (Schwarze Front) und bald deren Propagandaleiter. Zu dieser Zeit schrieb er Artikel für das Nazi-freundliche Den Haager Blatt De Residentiebode (Der Residenzbote) und wurde Chefredakteur von De Gil (Der Aufschrei), einer satirischen Zeitung, die während der deutschen Besatzung der Niederlande im Zweiten Weltkrieg von der Abteilung „Aktivpropaganda“ der Hauptabteilung für Volksaufklärung und Propaganda (Außenstelle des Reichsministeriums für Volksaufklärung und Propaganda) herausgegeben wurde. Sie erschien vierzehntäglich und hatte ihren Redaktionssitz in Den Haag. 
Seine Erfahrungen während der Mobilmachung von 1939 und seines Armeediensts verarbeitete er in seinen Romanen „De kruistocht van generaal Taillehaeck“ (Der Kreuzzug General Taillehaecks) von 1941 und Een strijd om Nederland (Kampf um die Niederlande) von 1943. Unter dem Pseudonym Willy van der Heide schrieb er „De avonturen van 3 jongens in de Stille Zuidzee“ (Die Abenteuer dreier Jungen in der Stillen Südsee) für das Feuilleton der Jugendzeitschrift Jeugd (Jugend). Diese Abenteuergeschichte bildete nach dem Zweiten Weltkrieg die Grundlage für seine Bob Evers-Reihe.
Nach seinem Tod wurde die Reihe von Peter de Zwaan (* 1944) weitergeführt. Von 2002 bis 2006 erschienen vier Bob-Evers-Geschichten als Comics im Algemeen Dagblad. 
| Personendaten    | Personendaten |
| ---------------- | --- |
| NAME             | Hout, Willem van den |
| ALTERNATIVNAMEN  | Hout, Wilhelmus Henricus Maria van den (vollständiger Name); Heide, Willy van der (Pseudonym); Waterman, Willy (Pseudonym); Waterman, William W. (Pseudonym); Sillevis, Sylvia (Pseudonym); Valstar, Victor (Pseudonym); Huitink, Victor H. (Pseudonym); Raviera, Joke (Pseudonym); Ferguson, ZSA ZSA (Pseudonym); McInverness, C.B. (Pseudonym) |
| KURZBESCHREIBUNG | niederländischer Schriftsteller und Publizist |
| GEBURTSDATUM     | 3. Juni 1915 |
| GEBURTSORT       | ’s-Hertogenbosch |
| STERBEDATUM      | 24. Februar 1985 |
| STERBEORT        | Den Haag |